# تک‌همسری

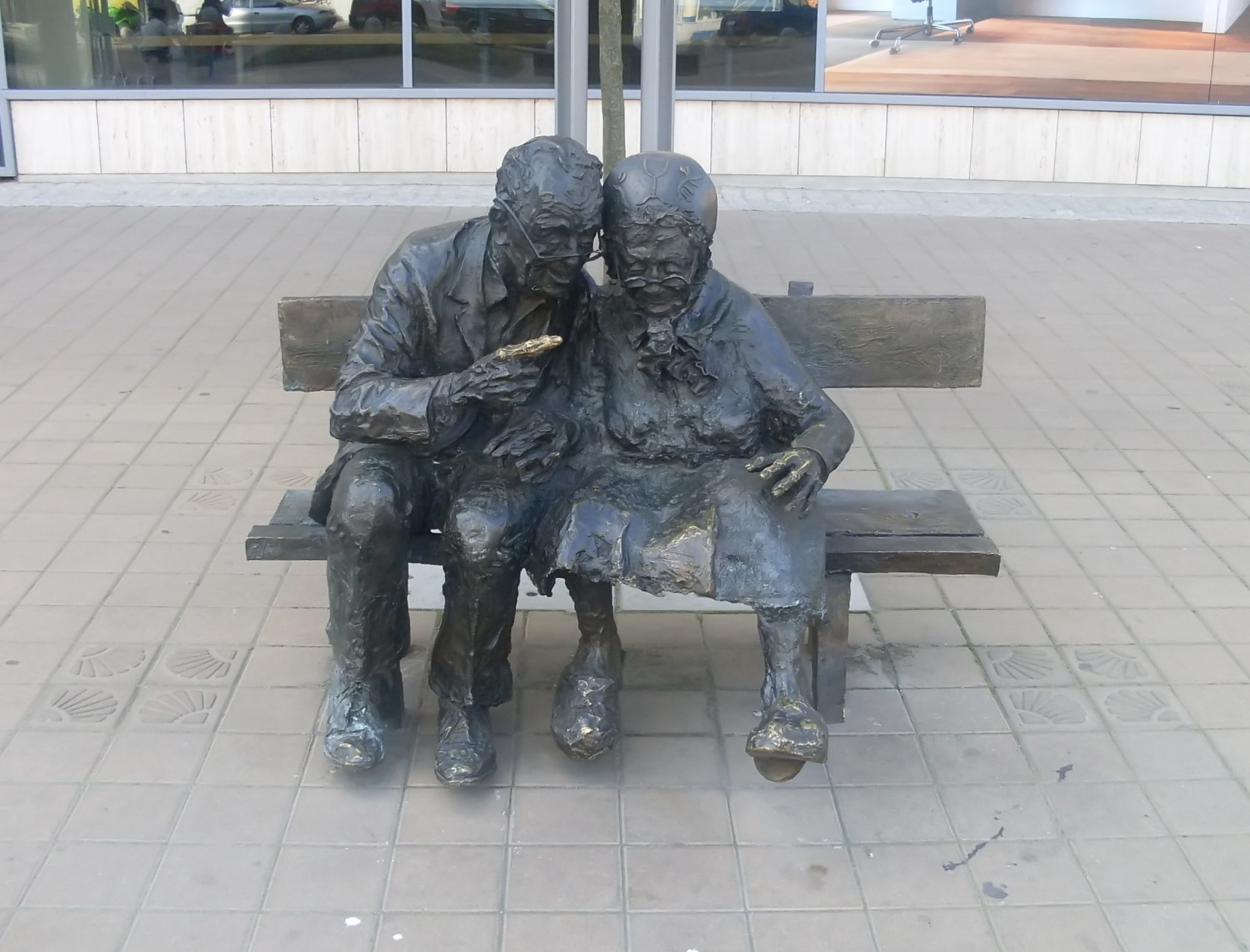
مجسمه برنزی یک زوج کهن‌سال کاشوبی در لهستان

تک‌همسری یا تک‌زامی یکی از گرایش‌های جفت‌گیرانه در انسان و دیگر جانوران است و در تقابل با چندهمسری قرار می‌گیرد. 
تک‌همسری به‌طور کلی در جانورانی دیده می‌شود که همکاری جنس نر و ماده در بزرگ کردن فرزندان نیاز است. این وضعیت بیشتر در جانوران گوشت‌خوار و حشره‌خوار دیده می‌شود و در میان اینان قاعدهٔ کلی تک‌همسری است اما میان جانوران علفخوار که غذای آن‌ها فراوانتر است بیشتر شاهد چندزنی هستیم چون جنس ماده می‌تواند بدون کمک نر بچه‌ها را بزرگ کند و چندزنی این مزیت فرگشتی را برای جنس نر دارد که شانس تولید مثل او را بیشتر می‌کند. 
الزامات فرگشتی باعث شده تا برخی تفاوت‌های ظاهری نیز در بین جانوران چندهمسر و تک‌همسر دیده شود. معمولاً در جانوران چندهمسر دودیسی جنسی شدیدتر است. یعنی شکل ظاهری جنس نر و ماده بسیار از هم متمایز هستند. مثلاً در پرندگانی همچون قرقاول و طاووس با پرهای بلند و رنگارنگی در جنس نر مواجه می‌شویم که هیچ فایده‌ای جز جلب جنس ماده ندارند یا در گوزن‌ها شاخ‌های بلند و پیچ‌درپیچی در جنس نر می‌بینیم که همین کارکرد را دارند. اما در جانورانی که اصولا به یک همسر اکتفا می‌کنند خبری از این تمهیدات زیستی اسراف‌کارانه نیست.

## تعریف دقیق
اصطلاح تک‌همسری خود تفسیربردار است. برای نمونه میتوان پرسید که آیا شخص با داشتن زنان صیغه‌ای (متعه) همچنان تک‌همسر محسوب می‌شود یا نه. یکی از تعریف‌های تک‌همسری که تا حد زیادی نزد اهل فن مقبول است، چنین است:
«تک‌همسری وابستگی و رابطهٔ جفتگیرانهٔ اساساً اختصاصی و طولانی‌مدت میان یک نر و یک ماده‌ است.» 
در کل، نه تک‌‌همسری و نه چندهمسری هیچ‌ یک اشاره به یک رابطهٔ ایستا و فرهنگانه ناوردا نمی‌دارند. مثلاً در جامعه‌ای که چندهمسری را تابو می‌دانند، یک رفتار می‌تواند دیده شود که آن را «تک‌همسری زنجیره‌ای» می‌نامند. در تک‌همسری زنجیره‌ای ، شخص (معمولاً مذکر)، در زمان تنها یک جفت/همسر دارد، اما معمولاً پس از مدتی جفت/همسر را رها کرده در پی همسری بهتر/جوان‌تر می‌رود. به علاوه، اتفاق میافتد که جفت‌های تک‌همسری، به یکدیگر خیانت کنند. خیانت به همسر فرایندی‌است که حتی در پرندگان هم دیده می‌شود. از همین روست که قید «اساساً» پیش از صفت «اختصاصی» در تعریف تک‌همسری آمده‌است.
همچنین در جامعه‌ای چندزنی همهٔ مردان چندین زن ندارند، اصلاً از دیدی آماری چنین امری ناممکن است چرا که به‌تقریب در شرایط عادی، تعداد مردان و زنان مساوی‌است. پس اگر برخی مردان چندین زن داشته باشند برخی دیگر مردان بی‌همسر می‌مانند.

## تک‌همسری در جامعه‌های انسانی
در جامعه‌های انسانی تک‌همسری ممکن است تحمیل‌شدهٔ زیست‌بوم یا تحمیل‌شدهٔ اجتماع باشد. در تک‌همسری تحمیل‌شدهٔ زیست‌بوم، اوضاع زیست‌محیطی داشتن بیشتر از یک همسر را ناممکن می‌سازد. یعنی به علت سختی اوضاع کسی استطاعت داشتنِ بیشتر از یک همسر (با فرض اینکه همسر بیشتر نان‌خور است تا نان‌آور) ‌ندارد.  در تک‌همسری تحمیل‌شده به دست اجتماع، مجموعهٔ قانون‌ها سنت‌ها یا مذهب و به بیان کلی‌تر عوامل بازدارندهٔ فرهنگی-اجتماعی-مذهبی مانعی بر سر گرفتن چند همسر است.

## مسیحیت
مسیحیت چندهمسری را گناه و ممنوع می‌داند. کلیسای کاتولیک صراحتاً چندهمسری را پیوندی غیرالهی، غیرمجاز و فاقد اعتبار می‌داند. مسیحیت یکی از عوامل جلوگیری از چندهمسری در کشورهای غربی بوده است.
در انجیل، عیسی مسیح خطاب به روحانیون یهودی چنین گفت: «او (عیسی) پاسخ داد: آیا نخوانده‌اید که آفریدگار، آن‌ها را از آغاز مذکر و مؤنث آفرید؟ و گفت مرد به همین سبب پدر و مادر را ترک خواهد کرد و به زنش خواهد پیوست و آن دو یک تن خواهند شد. به طوری که ایشان دیگر نه دو تن، بلکه یک تن هستند. پس آنچه خدا به هم پیوسته، انسان جدا نکند. (روحانیون یهودی) به او (عیسی) گفتند: پس چرا موسی فرمان داده طلاق نامه ای داده، طلاق دهند؟ (عیسی) به ایشان گفت: به سبب سنگدلی شماست که موسی اجازه داده زنان خود را طلاق دهید، ولی از آغاز چنین نبود. من به شما می‌گویم، کسی که زن خود را به جز دلیل روسپیگری طلاق دهد، و با زن دیگری ازدواج کند، زنا می‌کند».در خصوص تعلیم عیسی در خصوص شرایط لازم جهت موجّه بودن طلاق، تفاسیر متفاوتی وجود دارد، اما به هر ترتیب انجیل در مسیحیت، چندهمسری و طلاقِ بی‌دلیل را با این استدلال که "...خواست پروردگار در ابتدای آفرینش چنین نبود" پیوندی ناپاک، غیر الهی و گناه‌آلود می‌داند.
همچنین در رساله‌های پولس، که از رسولان مسیح است، در چندین نوبت از ازدواج یک مرد و یک زن نام برده شده. پولس همچنین در سه رسالهٔ دیگر، رساله اول به تیموتائوس ، رسالهٔ دوم به تیموتائوس و رساله به تیطُس تک همسری را را برای رهبران ایمان مسیحی لازم می‌داند.
در رسالهٔ عبرانیان نیز این وفاداری به همسر مورد تأکید قرار گرفته‌است.

## فهرست منابع و مآخذ
- Wittenberger, James F. and Tilson, Ronald L. (1980). "The evolution of monogamy: Hypotheses and evidence." Annual Review of Ecology and Systematics, 11:197–232.

- اوبری منینگ (۱۳۸۳)، مقدمه‌ای بر رفتارشناسی، ترجمهٔ عبدالحسین وهاب‌زاده، جهاد دانشگاهی مشهد، شابک ۹۶۴-۳۲۴-۰۹۱-۶